# 8297 Gérardfaure
8297 Gérardfaure là một tiểu hành tinh vành đai chính với chu kỳ quỹ đạo là 1222.6612935 ngày (3.35 năm).
Nó được phát hiện ngày 18 tháng 8 năm 1993.